# Chikila alcocki
Espèce
Chikila alcocki est une espèce d'amphibiens gymnophiones de la famille des Chikilidae.

## Répartition
Cette espèce est endémique du Nagaland en Inde.

## Étymologie
Cette espèce est nommée en l'honneur d'Alfred William Alcock.

## Publication originale
- Kamei, Gower, Wilkinson & Biju, 2013 : Systematics of the caecilian family Chikilidae (Amphibia: Gymnophiona) with the description of three new species of Chikila from northeast India. Zootaxa, no 3666, p. 401-435.